# 莫拉特島

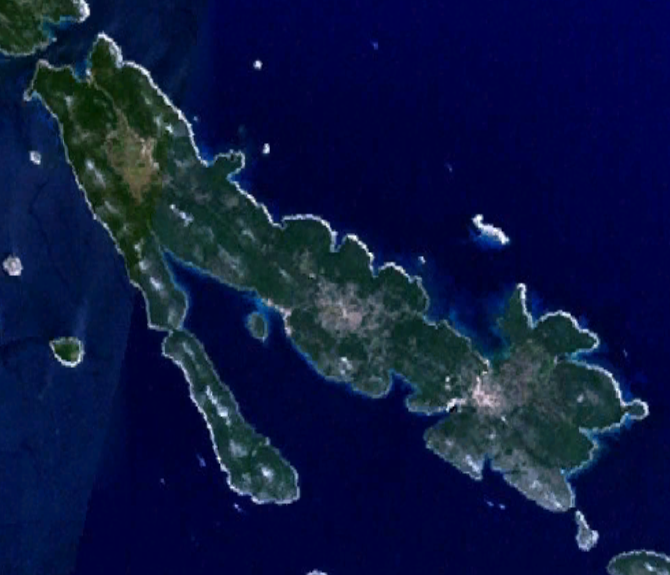

莫拉特島是克羅地亞的島嶼，位於亞得里亞海，由扎達爾縣負責管轄，面積22.17平方公里，海岸線長度51.593公里，最高點海拔高度142米，主要經濟活動有農業、漁業和旅遊業，2001年人口207。

## 外部連結
- Molat on kroatien-fewo.net （页面存档备份，存于）

44°13′52″N 14°50′28″E / 44.231°N 14.841°E